# مقاطعة ألغني (ماريلاند)
مقاطعة ألغني، ميريلاند (بالإنجليزية: Allegany County, Maryland)‏ هي مقاطعة تقع في الجزء الشمالي الغربي من ولاية ماريلند.